# Pływanie na Letnich Igrzyskach Olimpijskich 2024 – 4 × 100 m stylem zmiennym mężczyzn
Sztafeta 4 × 100 m stylem zmiennym mężczyzn – konkurencja pływacka, która odbyła się podczas Letnich Igrzysk Olimpijskich 2024 w Paryżu. Eliminacje zostały rozegrane 3 sierpnia, a finał 4 sierpnia 2024.

## Terminarz
| Data            | Godzina rozpoczęcia (CET) | Runda      |
| --------------- | ------------------------- | ---------- |
| 3 sierpnia 2024 | 12:40                     | Eliminacje |
| 4 sierpnia 2024 | 19:10                     | Finał      |

## Rekordy
Rekord świata i rekord olimpijski przed rozpoczęciem zawodów:
| Rekord            | Reprezentacja                                                                | Czas    | Miejsce | Data            |
| ----------------- | ---------------------------------------------------------------------------- | ------- | ------- | --------------- |
| Rekord świata     | Stany Zjednoczone Ryan Murphy · Michael Andrew · Caeleb Dressel · Zach Apple | 3:26,78 | Tokio   | 1 sierpnia 2021 |
| Rekord olimpijski | Stany Zjednoczone Ryan Murphy · Michael Andrew · Caeleb Dressel · Zach Apple | 3:26,78 | Tokio   | 1 sierpnia 2021 |

## Wyniki

### Eliminacje
| Miejsce | Wyścig | Tor | Reprezentacja     | Zawodnicy                                                                                             | Czas      | Uwagi |
| ------- | ------ | --- | ----------------- | --- | --------- | ----- |
| 1.      | 1      | 5   | Francja           | Yohann Ndoye-Brouard (52,99) Léon Marchand (59,03) Clément Secchi (51,39) Rafael Fente-Damers (47,95) | 3:31,36   | Q     |
| 2.      | 1      | 4   | Chiny             | Xu Jiayu (53,58) Qin Haiyang (58,51) Wang Changhao (51,75) Pan Zhanle (47,72)                         | 3:31,58   | Q     |
| 3.      | 2      | 4   | Stany Zjednoczone | Hunter Armstrong (53,26) Charlie Swanson (59,73) Thomas Heilman (51,15) Jack Alexy (47,48)            | 3:31,62   | Q     |
| 4.      | 1      | 3   | Holandia          | Kai van Westering (54,49) Caspar Corbeau (58,94) Nyls Korstanje (50,27) Stan Pijnenburg (48,10)       | 3:31,80   | Q     |
| 5.      | 2      | 3   | Wielka Brytania   | Oliver Morgan (53,21) Adam Peaty (59,16) Joe Litchfield (51,76) Matthew Richards (48,00)              | 3:32,13   | Q     |
| 6.      | 2      | 5   | Australia         | Isaac Cooper (53,85) Joshua Yong (58,99) Ben Armbruster (51,61) Kyle Chalmers (47,79)                 | 3:32,24   | Q     |
| 7.      | 2      | 2   | Kanada            | Blake Tierney (53,83) Finlay Knox (1:00,34) Ilya Kharun (50,40) Javier Acevedo (47,76)                | 3:32,33   | Q     |
| 8.      | 1      | 6   | Niemcy            | Ole Braunschweig (54,05) Lucas Matzerath (59,54) Luca Armbruster (51,01) Josha Salchow (47,91)        | 3:32,51   | Q     |
| 9.      | 2      | 6   | Włochy            | Thomas Ceccon (53,56) Nicolò Martinenghi (59,23) Giacomo Carini (51,75) Alessandro Miressi (48,17)    | 3:32,71   |       |
| 10.     | 1      | 7   | Polska            | Ksawery Masiuk (55,11) Jan Kałusowski (59,94) Jakub Majerski (51,18) Bartosz Piszczorowicz (48,82)    | 3:33,70   |       |
| 11.     | 2      | 8   | Irlandia          | Conor Ferguson (54,88) Darragh Greene (59,68) Max McCusker (52,04) Shane Ryan (47,21)                 | 3:33,81   | NR    |
| 12.     | 1      | 1   | Austria           | Bernhard Reitshammer (54,97) Valentin Bayer (1:00,02) Simon Bucher (51,16) Heiko Gigler (47,88)       | 3:34,03   |       |
| 13.     | 2      | 1   | Korea Południowa  | Lee Ju-ho (54,49) Choi Dong-yeol (59,59) Kim Ji-hun (52,62) Hwang Sun-woo (47,98)                     | 3:34,68   |       |
| 14.     | 1      | 2   | Japonia           | Riku Matsuyama (55,11) Taku Taniguchi (1:00,22) Naoki Mizunuma (51,63) Katsuhiro Matsumoto (47,88)    | 3:34,84   |       |
| 15.     | 1      | 8   | Szwajcaria        | Roman Mityukov (54,27) Jérémy Desplanches (1:00,73) Nils Liess (54,64) Antonio Djakovic (49,10)       | 3:38,74   |       |
| 16. !   | 2      | 7   | Hiszpania         | Hugo González Carles Coll Mario Mollà Sergio de Celis                                                 | 4:00,00 ! | DSQ   |

### Finał
| Miejsce | Tor | Reprezentacja     | Zawodnicy                                                                                           | Czas    | Uwagi |
| ------- | --- | ----------------- | --------------------------------------------------------------------------------------------------- | ------- | ----- |
| 1 !     | 5   | Chiny             | Xu Jiayu (52,37) Qin Haiyang (57,98) Sun Jiajun (51,19) Pan Zhanle (45,92)                          | 3:27,46 |       |
| 2 !     | 3   | Stany Zjednoczone | Ryan Murphy (52,44) Nic Fink (58,97) Caeleb Dressel (49,41) Hunter Armstrong (47,19)                | 3:28,01 |       |
| 1 !     | 4   | Francja           | Yohann Ndoye-Brouard (52,60) Léon Marchand (58,62) Maxime Grousset (49,57) Florent Manaudou (47,59) | 3:28,38 | NR    |
| 4.      | 2   | Wielka Brytania   | Oliver Morgan (52,83) Adam Peaty (58,16) Duncan Scott (51,30) Matthew Richards (47,31)              | 3:29,60 |       |
| 5.      | 1   | Kanada            | Blake Tierney (53,75) Finlay Knox (59,75) Ilya Kharun (50,46) Josh Liendo (47,31)                   | 3:31,27 |       |
| 6.      | 7   | Australia         | Isaac Cooper (54,28) Joshua Yong (59,26) Matthew Temple (50,89) Kyle Chalmers (47,43)               | 3:31,86 |       |
| 7.      | 8   | Niemcy            | Ole Braunschweig (54,38) Melvin Imoudu (59,37) Luca Armbruster (50,96) Josha Salchow (47,75)        | 3:32,46 |       |
| 8.      | 6   | Holandia          | Kai van Westering (54,60) Caspar Corbeau (59,19) Nyls Korstanje (50,60) Stan Pijnenburg (48,13)     | 3:32,52 |       |